# Homens de um Livro Só
Homens de um Livro Só: o Fundamentalismo no Islã, no Cristianismo e no Pensamento Moderno (Rio de Janeiro: Best Seller/Nova Era, 2008. ISBN 9788577012831) é um livro de autoria do historiador de religiões brasileiro Mateus Soares de Azevedo.
Com Introdução do autor britânico William Stoddart, a obra examina ideologias radicais islâmicas, cristãs e seculares, argumentando que o termo "fundamentalismo", definido como apego passional a um único ponto de vista, combinado com a rejeição veemente de outros pontos de vista possíveis, também pode ser aplicado mais amplamente do que no universo religioso. De fato, Soares de Azevedo inclui em sua categorização perspectivas violentamente anti-religiosas, como as dos polemistas ateístas Richard Dawkins e Christopher Hitchens.
O livro foi escrito na forma de um ensaio doutrinal e histórico e está dividido em duas partes.
Na primeira, trata de distinguir o fenômeno mais ou menos recente do fundamentalismo militante, de um lado, da religião integral e tradicional, de outro, encarando o primeiro como um empobrecimento e um desvio da segunda. Aborda também as diversas variedades de fundamentalismo militante nos mundos do Islã e do Cristianismo, propiciciando definições de cada um deles. Distingue ainda movimentos fundamentalistas estritos, como o dos wahabitas da Arábia Saudita, de grupos terroristas, como a al-Qaeda de Osama bin Laden. Separa, em seguida, o Islã europeu clássico, dos Balcãs, Bulgária e Romênia, da tradição diluída e problemática representada por ondas de trabalhadores sem qualificação que migraram de países islâmicos para o norte da Europa após a Segunda Guerra. Inclui ainda um estimulante estudo comparativo acerca das diferenças e convergências entre os Livros Sagrados das duas tradições, a Bíblia e o Corão.
Na segunda seção, dedica capítulos ao marxismo, à psicanálise e ao darwinismo, vistos como modalidades seculares, ou anti-religiosas, de fundamentalismo. Um dos capítulos trata de rebater os pseudo-argumentos de polemistas ateístas como Dawkins e Hitchens.
O livro foi traduzido para o inglês e publicado nos Estados Unidos, pela editora World Wisdom, sob o título de Men of a Single Book: Fundamentalism in Islam, Christianity, and Modern Thought.
Nos EUA, Men of a Single Book foi selecionado como finalista de dois importantes prêmios literários. Concorre na categoria 'acontecimentos da atualidade' ao Midwest Book Awards e na categoria 'religião' ao Foreword Book of the Year. Os vencedores serão anunciados em maio e junho de 2011, respectivamente.